# Doupňák
Doupňák je národní přírodní památka v Krušných horách. Nachází se ve vrcholové části Holubího vrchu severně od Klášterce nad Ohří v okrese Chomutov. Důvodem jejího zřízení je mineralogické naleziště odrůd křemene – ametystu a jaspisu. Ozdobné kameny zde byly těženy od středověku a použity byly mimo jiné k výzdobě kaple svatého Václava v katedrále svatého Víta.

## Historie
Okolní krajina byla využívána snad už ve čtrnáctém až šestnáctém, ale prokazatelně od konce osmnáctého století, k zemědělství. Ve čtrnáctém století byla zahájena těžba polodrahokamů, zejména ametystů a jaspisů, které byly použity k výzdobě kaple svatého Václava ve Svatovítské katedrále, kaple svatého Kříže na Karlštejně nebo v kapli hradu Tangermünde u Magdeburku. Intenzivní těžba minerálů probíhala zejména v devatenáctém století, ale později naleziště upadlo v zapomnění a znovu bylo objeveno v osmdesátých letech dvacátého století.
Chráněné území poprvé vyhlásil okresní národní výbor v Chomutově dne 9. září 1983 jako státem chráněnou přírodní památku. Ta byla ve stejné kategorii znovu vyhlášena 27. dubna 1990 a naposledy ministerstvem životního prostředí dne 1. srpna 2014. V Ústředním seznamu ochrany přírody je evidována pod číslem 812 a spravuje ji Agentura ochrany přírody a krajiny ČR – regionální pracoviště Správa CHKO Slavkovský les.

## Přírodní poměry

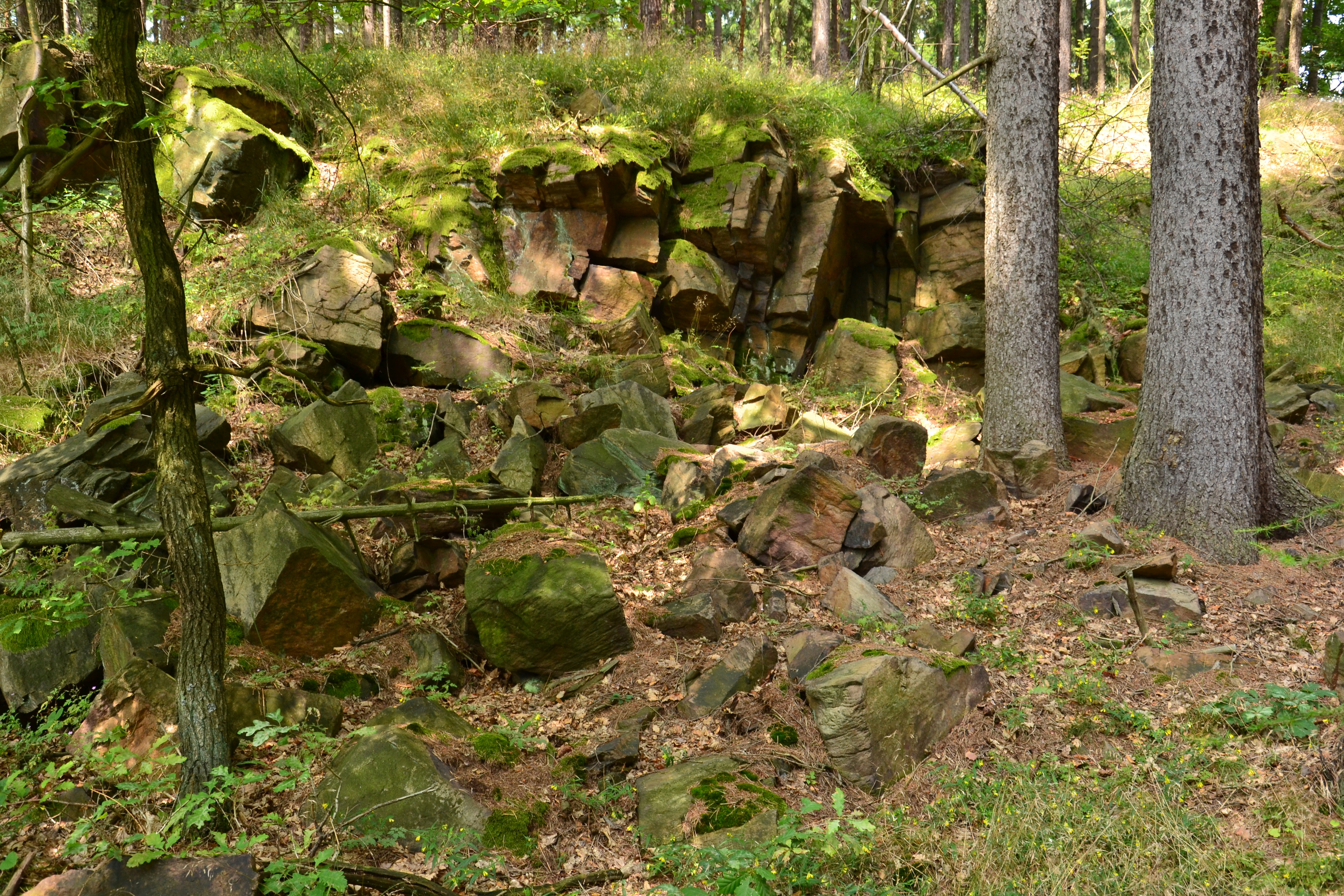
Rulový výchoz na Holubím vrchu

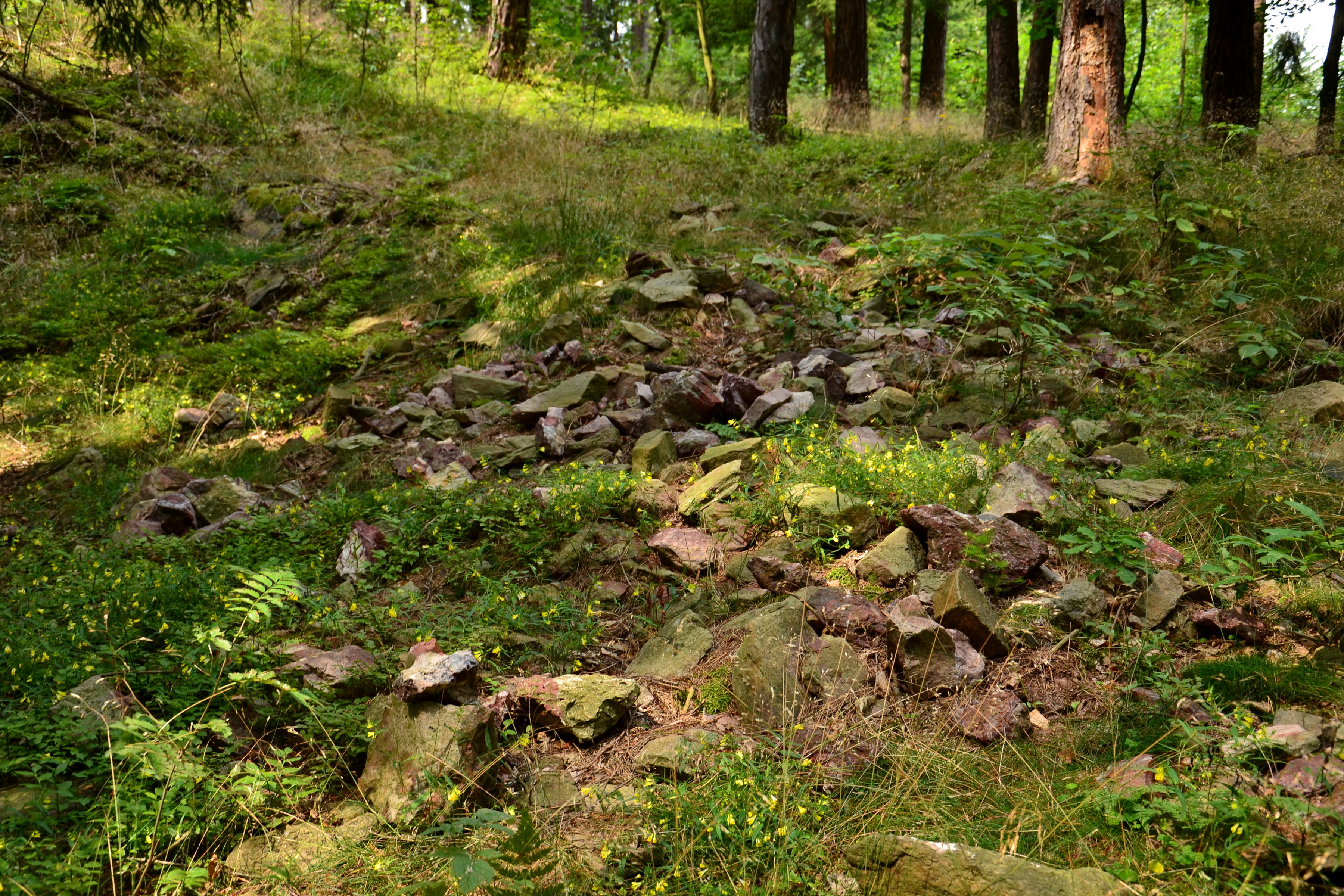
Narušený povrch s úlomky jaspisu

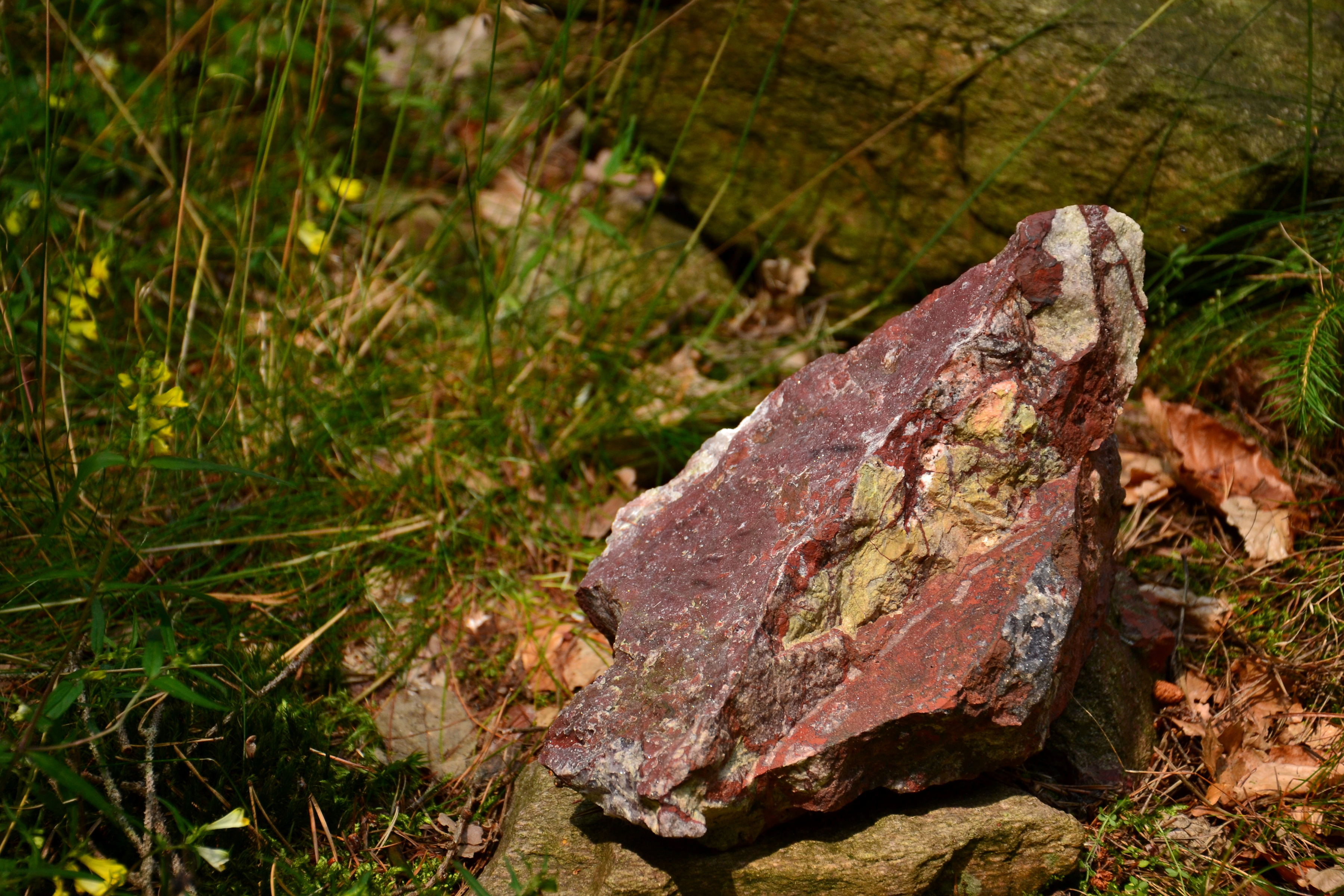
Úlomek jaspisu

Národní přírodní památka s rozlohou 13,6654 hektarů se nachází v Krušných horách v nadmořské výšce 535–577 metrů mezi Domašínem a Kláštercem nad Ohří.

### Abiotické faktory
Geologické podloží tvoří horniny krušnohorského krystalinika ze svrchního proterozoika až spodního paleozoika. Konkrétní horninou na Holubím vrchu je drobnozrnná až středně zrnitá muskovitická a dvojslídná ortorula. Zdrojem minerálů je hydrotermální křemenná žíla, která pronikla tělesem horniny, ale nevystupuje na povrch. Její úlomky byly v minulosti vysbírány ze zaniklých polí a přemístěny na snosy rulových balvanů. Hlavním minerálem je hematitický křemen – jaspis a ametyst.
V geomorfologickém členění Česka leží lokalita v Krušných horách, konkrétně v podcelku Loučenská hornatina a v okrsku Bolebořská vrchovina. Holubí vrch dosahuje nadmořské výšky 576,7 metru. Na jeho povrchu se na rulových zvětralinách vyvinul půdní typ kambizem dystrická. V rámci Quittovy klasifikace podnebí se chráněné území nachází v mírně teplé oblasti MT7, pro kterou jsou typické průměrné teploty −2 až −3 °C v lednu a 16–17 °C v červenci. Roční úhrn srážek dosahuje 650–750 milimetrů. Území patří do povodí Ohře a vodu z něj prostřednictvím svých přítoků odvádí Podmileský potok. Voda ze západního úbočí stéká do Kláštereckého potoka, zatímco východní úbočí odvodňuje drobný bezejmenný potok.

### Flóra a fauna
Prostor chráněného území pokrývají nepůvodní smíšené lesy s chudým bylinným patrem. Ze stromů zde roste zejména smrk ztepilý (Picea abies), borovice lesní (Pinus sylvestris), modřín opadavý (Larix decidua), bříza bělokorá a jako příměs dub zimní (Quercus petraea).
Vzhledem k předmětu ochrany není výjimečná ani zvířena. Ze zvláště chráněných živočichů na území žije ohrožená veverka obecná (Sciurus vulgaris), na okrajích lesa se vyskytuje silně ohrožený slepýš křehký (Anguis fragilis) a zaletuje do nich jestřáb lesní (Accipiter gentilis). V minulosti byly pozorovány jeden až dva nepravidelně hnízdící páry silně ohrožené pěnice vlašské (Sylvia nisoria).

## Přístup
Přímo k chráněnému území vede pouze lesní cesta, která odbočuje ze silnice mezi Útočištěm a Petlery a dále pokračuje směrem k národní přírodní památce Ciboušov.